# 古斯塔夫·约斯
古斯塔夫·约斯（Gustaaf Joos，1923年7月5日—2004年11月2日），比利时天主教神职人员，天主教会枢机。
古斯塔夫·约斯于1946年4月28日晋铎，长年担任教区神父。他与教宗若望·保禄二世有着长久的友谊，他们曾一同在罗马求学。2003年10月21日被若望·保禄二世册封为枢机。2004年11月2日在比利时奥斯特尔泽莱逝世，终年81岁。